# NGC 1984
NGC 1984 är en öppen stjärnhop i Stora magellanska molnet i stjärnbilden Svärdfisken. Den upptäcktes år 1835 av John Herschel.